# Sumatra (Schiff, 1889)
| Sumatra (NDL)                  | Sumatra (NDL)                     | Sumatra (NDL)                     |
| ------------------------------ | --------------------------------- | --------------------------------- |
| Stapellauf:                    | 1889                              | 1889                              |
| Indienststellung:              | 12. März 1889                     | 12. März 1889                     |
| Bauwerft:                      | G. Howaldt, Kiel                  | G. Howaldt, Kiel                  |
| Passagiere:                    | 12 I. Klasse 16 II. Klasse        | 12 I. Klasse 16 II. Klasse        |
| Besatzung:                     | 21 Mann                           | 21 Mann                           |
| Technische Daten               |                                   |                                   |
| Vermessung:                    | 584 BRT                           | 584 BRT                           |
| Tragfähigkeit:                 | 1599 tdw                          | 1599 tdw                          |
| Länge (registriert):           | 52,25 m                           | 52,25 m                           |
| Breite:                        | 8,43 m                            | 8,43 m                            |
| Tiefgang:                      | 3,70 m                            | 3,70 m                            |
| Maschinenanlage:               | Dreifach-Expansions-Dampfmaschine | Dreifach-Expansions-Dampfmaschine |
| Anzahl der Schrauben:          | 1                                 | 1                                 |
| Leistung:                      | 350 PSi                           | 350 PSi                           |
| Höchstgeschwindigkeit:         | 10 kn                             | 10 kn                             |
| Verbleib                       |                                   |                                   |
| 1914 aufgebracht 1923 gesunken |                                   |                                   |

Der Dampfer Sumatra des Norddeutschen Lloyd (NDL) war für die Linie Penang–Sumatra vorgesehen. Später übernahm er den Inseldienst des Reichspostdampferdienstes von Rabaul durch die Kolonien Deutsch-Neuguinea und Deutsch-Samoa. Er war das einzige Seeschiff, dass der NDL bis 1914 bei Howaldt in Kiel bauen ließ.

## Einsatz für den NDL
Die kleine, bei der Howaldt in Kiel gebaute Sumatra startete am 12. März 1889 ihre Jungfernreise nach Penang, um dort auf einer vom NDL errichteten Zubringerlinie nach Sumatra eingesetzt zu werden.
Der NDL hatte diese Linie auf eigene Veranlassung eingerichtet, um Tabak als Frachtgut für die Reichspostdampfer heranzubringen. 1888 hatte der früher in der England-Fahrt eingesetzte Dampfer Schwalbe (932 BRT, 12 Passagiere, 9 Knoten, 1883 Tecklenborg) diesen Dienst eröffnet. 1894 wurde die Linie durch die Zweiglinie des Reichspostdampferdienstes von Singapur über Sumatra nach Deutsch-Neuguinea weitgehend ersetzt, auf der die Reichspostdampfer für Zweiglinien Lübeck und dann Stettin zum Einsatz kamen. Die Schwalbe wurde 1894 in Singapur verkauft.
1904 wurde die alte Sumatra nach Rabaul verlegt, um dort für Durchreisende auf der neuen Reichspostdampferzweiglinie zwischen Hongkong und Sydney (Austral-Japan-Linie) ab 1905 touristische Rundreisen im Archipel anzubieten. Im Nachtragsabkommen vom 2. Juli 1909 übernahm der Lloyd den sogenannten Inseldienst innerhalb der Kolonie Deutsch-Neuguinea mit der alten Sumatra. Sie sollte in Abständen von 3 Monaten alle wichtigen Plätze und Faktoreien in der Kolonie anlaufen und machte dazu regelmäßig verschiedene Rundreisen.
Eine Art Inseldienst hatte zuvor teilweise die Jaluit-Gesellschaft ab 9. Dezember 1904 mit ihrer Germania (1904 Krupp Germania, 1096 BRT, 11 kn, 32 Passagiere) durchgeführt, die ihren Dampfer weiterhin von Hongkong über die Marianen und Marshallinseln, nach Rabaul und Sydney laufen ließ. Bis 1914 führte die Germania 57 Reisen durch.

## Endschicksal
Nach Beginn des Ersten Weltkriegs 1914 versuchte die Sumatra von Rabaul das neutrale Timor zu erreichen, wurde aber von dem australischen Kreuzer Melbourne am 13. September 1914 vor Neu-Pommern aufgebracht.
Von den Briten im Rahmen der New Guinea Administration weiter eingesetzt, sank der ehemals kleinste Postdampfer des NDL am 26. Juni 1923 zwischen Port Macquarie und Crescent Head in einem starken Sturm. Der Dampfer, unter dem Kommando von Captain Edward Bell, befand sich auf einer Fahrt von Sydney nach Rabaul. Von den insgesamt 45 Personen an Bord – 44 Besatzungsangehörige und ein Passagier – überlebte niemand das Unglück. Das Wrack unterliegt seit 1976 dem Schutz des Historic Shipwrecks Act 1976, auch wenn die genaue Position des Wracks bislang nicht bekannt ist.